# Krynki
Krynki è un comune rurale polacco del distretto di Sokółka, nel voivodato della Podlachia.
Ricopre una superficie di 165,91 km² e nel 2004 contava 3 528 abitanti.